# 豐樂鄉 (鄰水縣)
豐樂鄉，是四川省鄰水縣下轄的一個鄉鎮級行政單位。

## 沿革[1]
- 道光十四年（1834年），全縣設36場，為干冬壩場（豐樂場）。
- 民國4年(1915年)，因地方不靖，設5個保衛區，以維持治安。鄉以下10戶為1牌，10牌為1甲，5甲為1保，全縣共49鄉，豐樂鄉屬第四保衛區。
- 民國24年(1935年)7月1日，將6個區合併為3個區，49個鄉(鎮)合併為43個鄉(鎮)聯保辦公處。鄉以下每10戶編為1甲，每10甲編為1保，合流鄉和豐樂鄉合併為合豐鄉屬第三區。
- 民國29年(1940年)3月1日，按《縣各級組織法綱要》及《補充注意事項》的規定，實行新縣制。4月，改3個區為4個區。合豐鄉屬第四區。
- 民國31年(1942年)1月6日，按《鄉鎮組織法暫行條例》規定，全縣劃為6個區，35個鄉(鎮)公所，464保，4502甲。合豐鄉屬第五區，轄11保、134甲。
- 1953年4月24日，第三區（城南區）公所從合豐鄉划出4個村，復置豐樂鄉人民政府。1956年1月16日，豐樂鄉併入合流鄉，豐樂鄉人民政府撤銷。1953年4月至1956年1月，豐樂鄉人民政府鄉長是賴正福[2]。